# George Winston
George Winston (Hart (Michigan), 26 december 1949 – Williamsport (Pennsylvania), 4 juni 2023) was een Amerikaanse pianist. Hij is geboren in Michigan maar groeide op in Montana. Hij is vooral bekend om zijn pianosoloalbums uit het begin van de jaren 80. George Winston wordt gezien als een van de eerste new-agemuzikanten. Maar hij betitelt zijn stijl zelf als "rural folk" en wil met de indeling bij de new age niets te maken hebben.

## Invloeden
George Winston's interesse in muziek startte bij het beluisteren van instrumentalisten in de genres rhythm-and-blues, rock, popmuziek, en jazz, vooral de organisten. Met name Vince Guaraldi en diens soundtrack album A Charlie Brown Christmas (album) heeft een grote invloed gehad op George Winston. Van zijn albums zijn er twee gebaseerd op muziek van Guaraldi.
Ook The Doors waren van grote invloed op George Winston, met name de keyboards van Ray Manzarek. Door de muziek van The Doors begon hij in 1967 orgel te spelen. Het album "Night Divides the Day" is gebaseerd op muziek van The Doors.
In 1971 ging hij over naar (solo)piano na het beluisteren van Fats Waller, Teddy Wilson, Earl Hines en Donald Lambert.

## Carrière
Het eerste album van George Winston, Ballads and Blues, kreeg weinig aandacht.
Dit veranderde toen George Winston in contact kwam met William Ackerman, zelf een new-age(solo)gitarist, en diens platenlabel Windham Hill Records. Met Ackerman als producer kreeg George Winston met de albums Autumn, December en Winter into Spring grote bekendheid. Van December en Winter into Spring werden in de Verenigde Staten beide meer dan een miljoen exemplaren verkocht. Daarnaast heeft hij nog zeven pianosoloalbums uitgebracht. Hij is daarmee een van de bekendste artiesten in de hedendaagse instrumentale muziek. Naast piano speelt George Winston ook mondharmonica, solo akoestische gitaar en Hawaïaanse 'slack-keygitaar'.

## George Winstons stijl
Voor zijn optredens kleedt hij zich niet anders dan anders, loopt vaak op kousen. Jarenlang liep de kalende, bebaarde George Winston het toneel op in een flanellen overhemd en een spijkerbroek, zodat het publiek dacht dat hij een of andere technicus was, die de piano nog even ging stemmen.

## Diversen
In 1996 won hij een Grammy Award voor "Best New Age Album" met het album Forest.
Tegenwoordig woont George Winston in Santa Cruz, Californië.
Winston overleed op 73-jarige leeftijd aan kanker

## Discografie

### Studioalbums
- Ballads and blues (1972)
- Autumn (1980)
- Winter into spring (1982)
- December (1982)
- Summer (1991)
- Forest (1994)
- Linus and Lucy – the music of Vince Guaraldi (1996)
- All the seasons (1998)
- Plains (1999)
- Remembrance - a memorial benefit (2001)
- Night divides the day – the music of the Doors (2002)
- Montana – a love story (2004)
- Gulf Coast blues and impressions: a hurricane relief benefit (2006)
- Love will come – the music of Vince Guaraldi, volume 2 (2010)
- Gulf Coast blues and impressions 2: a Louisiana wetlands benefit (2012)
- Harmonica solos (2013)
- Spring carousel - a cancer research benefit (2015)
- Night (2022)

### Achtergrondmuziek
- Country (1984)
- The velveteen rabbit (1984)
- This is America Charlie Brown — the birth of the constitution (1988)
- Sadako and the thousand paper cranes (1995)
- Pumpkin circle (2002)
- Bread comes to life (2003)